# Ntcheu
Ntcheu is een stad in Malawi en is de hoofdplaats van het gelijknamige district Ntcheu.
Ntcheu telt naar schatting 13.000 inwoners.